# National Mall

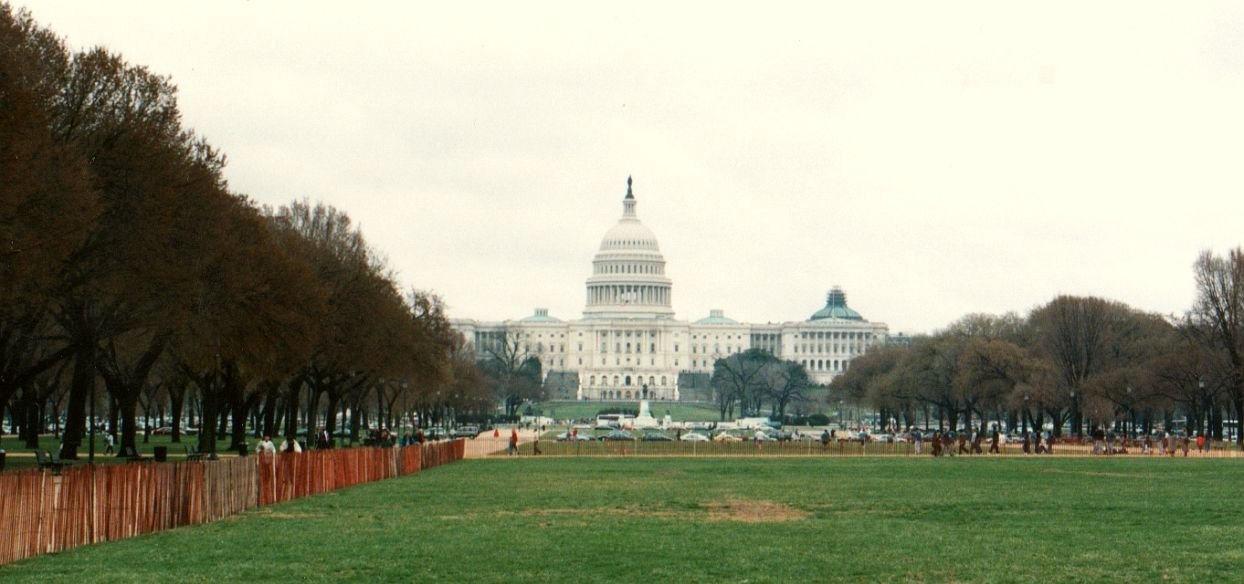
El Capitoli vist des del National Mall.

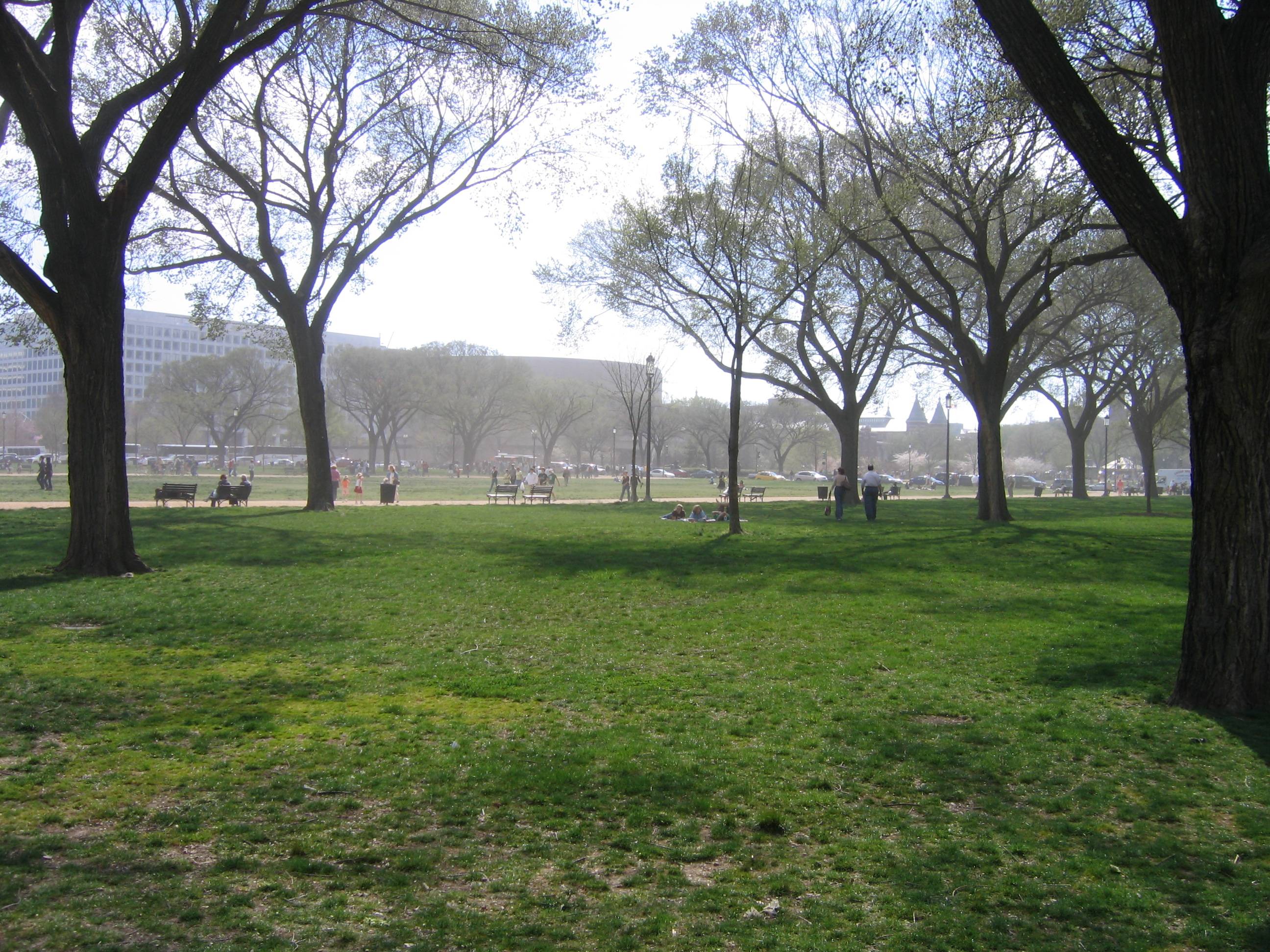
Prat de gespa i abres del National Mall

El National Mall és una zona a l'aire lliure (i una anomenada "unitat nacional de parc") al centre de Washington DC, la capital dels Estats Units. És una zona de jardins envoltada pels museus smithsonians, els monuments nacionals i els memorials.
El National Mall es defineix com la terra que va des del Monument a Washington fins al Capitoli. No obstant això, el terme també s'utilitza per motius administratius del Servei de Parcs Nacionals per a les àrees del Parc West Potomac (West Potomac Park) i els Jardins de la Constitució (Constitution Gardens), i sovint també s'usa per a l'àrea que aquesta entre el Memorial o Monument a Lincoln (Lincoln Memorial) i el Capitoli. La idea del National Mall va ser concebuda al principi per Pierre Charles L'Enfant en els seus plànols de la ciutat de Washington DC, creada el 1791. No obstant això les seves idees no van ser realitat fins a principis del segle xx, amb el pla de la comissió McMillan, que va ser impulsat pel Moviment per a la Ciutat Bella.
Entre altres coses, el pla McMillan va promoure traslladar l'estació principal de tren del National Mall a la seva localització actual a Union Station. El Mall (que s'usa en el seu sentit original de "passeig") és un dels llocs més visitats de la ciutat. A més, ha estat testimoni de moltes protestes i manifestacions, incloent la March on Washington de 1963 i la Million Man March de 1995. Cada any, el 4 de juliol se celebra aquí el dia de la Independència amb un castell de focs d'artifici.